# بلاج بلاجوتينشك
بلاج بلاجوتينشك (بالسلوفينية: Blaž Blagotinšek) مواليد 17 يناير 1994 في تسليه، هو لاعب كرة يد سلوفيني يلعب كمحور. يلعب حاليا مع نادي فيسبرم لكرة اليد ويحمل الرقم 31. مثل منتخب سلوفينيا لكرة اليد. شارك في دورة الألعاب الأولمبية الصيفية سنة 2016.

## سجل المنافسة
شارك في البطولات التالية:
- بطولة العالم لكرة اليد للرجال 2015
- بطولة أوروبا لكرة اليد للرجال 2016
- الألعاب الأولمبية الصيفية 2016

## روابط خارجية
- بلاج بلاجوتينشك على موقع الاتحاد الدولي لكرة اليد (الإنجليزية)
- بلاج بلاجوتينشك على موقع الاتحاد الأوروبي لكرة اليد (الإنجليزية)
- بلاج بلاجوتينشك على موقع اللجنة الأولمبية الدولية (الإنجليزية)
- بلاج بلاجوتينشك على موقع أوليمبيديا (الإنجليزية)